# Umbonia ermanni
Umbonia ermanni är en insektsart som beskrevs av Griffini 1895. Umbonia ermanni ingår i släktet Umbonia och familjen hornstritar. Inga underarter finns listade i Catalogue of Life.